# Ciclismo en Chile
El ciclismo en Chile se practica en distintas disciplinas de este deporte como el ciclismo rutero, pistero, BMX, bicicleta de montaña, entre otras.
Todo lo relacionado con el ciclismo a nivel nacional es organizado por la Federación Ciclista de Chile. También es la entidad que regula las competencias, el registro y control de los ciclistas federados de los distintos clubes a lo largo de Chile.

## Historia del ciclismo en Chile
Según los registros del ciclismo en Chile las primeras ciudades donde se practicaba fueron Santiago y Valparaíso. Uno de los primeros registros fotográficos data de 1906 en Club Cóndor ubicado en Quinta Normal en Santiago. En Santiago de Chile fue el primer campeonato de ciclismo en Sudamérica. Lo que se conocía como Unión Ciclista de Chile hasta 1905 pasó a ser la Federación Ciclista de Chile en el año 1931. 
En 1910 nació el «Audax Club Ciclista Italiano», un club casi exclusivamente enfocado al ciclismo, es por esto que el logo del club es una rueda de bicicleta con sus rayos. Pero desapareció luego de casi 100 años y quedó solo la rama de fútbol, Audax Italiano.
En 1939 arribó un barco de refugiados españoles por la dictadura de Franco, desde Francia a Valparaíso. En este barco venía el madrileño, Rafael Escolano Domingo de 24 años, quien fue contratado por la empresa CIC en 1941 que fabricaba bicicletas. Luego de su llegada se popularizaron las bicicletas Centenario entre la población chilena. Escolano en 1946 creó el club ciclista CIC que durante la década del cincuenta fue el equipo más fuerte y exitoso de Chile. De este club salieron la mayoría de los mejores ciclistas de la época que trabajaban como obreros en la industria. Como director técnico del equipo, Escolano era muy respetado por sus pupilos quienes lo trataban de “maestro”.

## Competencias
Una de las principales competencias del ciclismo en ruta es La Vuelta Ciclista de Chile. Esta carrera se divide en 10 etapas y recorre varias ciudades del país. La primera edición de esta competencia se hizo en 1976, con el nombre de “La vuelta de El Mercurio”.
El domingo 3 de noviembre de 1983 Roberto Muñoz, nacido en Curicó, se convierte en el primer ciclista chileno en ganar La Vuelta Ciclista de Chile, siendo en ese entonces una de las competencias más importantes de ciclismo de la época. Cabe destacar que Curicó es conocida como la “capital del ciclismo chileno”, buenos ciclistas han sido reconocidos oriundos de la ciudad.
En 2013 esta competencia fue suspendida por casi cinco años, volviendo a realizarse en 2017. Sin embargo desde el 2018 que no se volvió a disputar esta carrera, por falta de fondos.
La Unión Ciclista Internacional (UCI) organizó varias competencias en Chile y una de ellas fue la fecha de la Copa del mundo en pista en el Velódromo de madera de Peñalolén, que fue sede de los Juegos Panamericanos 2023. Las carreras más importantes de las que participan en el calendario de estas competencias son, la Gran Vuelta a Chiloé y Gran Premio de la Patagonia.

## Principales referentes en los últimas décadas
- Fernando “lobo” Vera, es un exciclista chileno quien fue el tercer chileno en ganar la Vuelta Ciclista de Chile. Su fuerte el ciclismo de persecución en la que fue ganador de varias medallas de oro.[10] Recibe el apodo de “Lobo” por pedalear sin compañía.[11]
- Luis Fernando Sepúlveda es un ciclista profesional en ruta y pistero que ganó dos veces la Vuelta Ciclista de Chile y fue campeón de los Campeonato Panamericano en 2005 y 2012.[12]
- Marco Arriagada es un destacado ciclista chileno que ha ganado en dos oportunidades La Vuelta Ciclista de Chile,[13] y también ha participado en otras competencias sudamericanas. No se debe confundir con su hermano mayor, Marcelo Arriagada quien ha representado a Chile en dos ocasiones en los Juegos Olímpicos de 1996 y 2004.[14]

- Martín Vidaurre es un deportista chileno que compite en ciclismo de montaña desde los 5 años, con 19 años consiguió medalla de bronce en los Juegos Panamericanos de 2019,[15] representó a Chile en los Juegos Olímpicos de Tokio 2020[16] y en 2021 obtuvo segundo lugar en el Campeonato Mundial UCI MTB de Leogang por la categoría de Cross country.[17]
- Por la categoría de ciclismo femenino está Bernardita Pizarro, destacada ciclista chilena, su disciplina es el ciclismo en descenso y en 2006 fue considerada una de las mejores a nivel internacional.[18] En 2001 con 15 años se convirtió en la primera mujer chilena en conseguir medallas en ciclismo a nivel panamericano, fue campeona panamericana por 5 años (2001-2005).[19] La joven tuvo un grave accidente en 2006 donde estaba fracturada e incluso estuvo en coma por 22 días, luego de ocho meses de recuperación Bernardita volvió a las pistas.[20]
- Catalina Soto Campos, es una deportista chilena de 20 años que compite en ciclismo en ruta y ciclismo en pista.  Ganó doble medalla de oro en los Juegos Suramericanos de la Juventud de 2017, también consiguió representar a Chile en los Juegos Olímpicos de Tokio 2020, pero no finalizó la carrera.[21][22][23]
- Paola Muñoz, es una ciclista chilena de ruta y pista, participó en ediciones del Campeonato Panamericano de ciclismo en pista. Fue a los Juegos Olímpicos de Londres 2012 y de Río de Janeiro 2016.[24][25]
- En la disciplina del BMX, que es un poco menos conocida encontramos a Francisco Zurita, un rider conocido a nivel mundial que ha participado en varias ocasiones representando a Chile en el extranjero . Francisco inauguró un parque de bicicletas BMX en el parque araucano en 2018, lo bautizó "Zignal park".[26][27]
- Karla Ortiz, es una deportista quien ha sido campeona mundial de BMX 4 veces en Bélgica 2019, Medellín 2016, Rock Hill 2017 y Bakú 2018.[28]
- Benjamín Vergara, es un rider que ha salido 10 veces campeón nacional de BMX.[29]
- Macarena Pérez Grasset, una rider chilena de BMX freestyle quien fue medallista en los Juegos Panamericanos y clasificó a los Juegos Olímpicos de Tokio 2020.[30]